# Notes from the Underbelly
Notes from the Underbelly est une série télévisée américaine en 23 épisodes de 22 minutes créée par Barry Sonnenfeld et Eric Tannenbaum dont 15 épisodes ont été diffusés entre le 12 avril 2007 et le 11 février 2008 sur le réseau ABC.
Cette série est inédite dans les pays francophones.

## Distribution
- Jennifer Westfeldt : Lauren
- Peter Cambor : Andrew
- Michael Weaver : Danny
- Rachael Harris : Cooper
- Melanie Paxson : Julie
- Sunkrish Bala : Eric

## Épisodes

### Première saison (2007)
1. titre français inconnu (Pilot)
2. titre français inconnu (Animal Style)
3. titre français inconnu (Million Dollar Baby)
4. titre français inconnu (Oleander)
5. titre français inconnu (Julie & Eric's Baby)
6. titre français inconnu (Mothers Milk)
7. titre français inconnu (Keeping Up Appearances)
8. titre français inconnu (Surprise)

### Deuxième saison (2007-2008)
1. titre français inconnu (She's Gotta Have It)
2. titre français inconnu (The Blackout)
3. titre français inconnu (Heather's Visit)
4. titre français inconnu (Not Without my Noodles)
5. titre français inconnu (Friends and Neighbors)
6. titre français inconnu (If The Shoe Fits)
7. titre français inconnu (The List)

### Épisodes inédits
1. titre français inconnu (My Baby's Doctor)
2. titre français inconnu (Previously, On Lost)
3. titre français inconnu (Baby on Board)
4. titre français inconnu (Odd Man Out)
5. titre français inconnu (First Night Out)
6. titre français inconnu (The Circle of Life)
7. titre français inconnu (Spinning Out of Control)
8. titre français inconnu (Accidental Family Bed)
9. titre français inconnu (The Weekend)

## Commentaires
13 épisodes ont été produits pour la première saison. Le 11 mai 2007, ABC a renouvelé la série pour une deuxième saison de 13 épisodes. Les 5 épisodes inédits de la première saison ont été ajoutés à la deuxième saison, totalisant 18 épisodes pour cette saison. Par contre, à cause de la grève de la Writers Guild of America de 2007, seulement 10 des 13 épisodes ont pu être produits, pour un total de 23 épisodes. ABC a annulé la série après avoir diffusé que 15 épisodes.